# Катастрофа Let L-410 под Иркутском
Катастрофа Let L-410 под Иркутском — авиационная катастрофа, произошедшая в пятницу 26 августа 1988 года в Иркутской области с самолётом L-410M (Л-410М) авиакомпании «Аэрофлот» при заходе на посадку в аэропорт Иркутск. В результате авиакатастрофы погибли все 4 человека, находившиеся на борту.

## Катастрофа
L-410M (Л-410М) с бортовым номером 67235 (заводской — 770801, выпущен в 1977 году) Батагайского авиаотряда выполнял заказной рейс по заявке Заполярной ГРЭ по маршруту Батагай — Маган — Ленск — Киренск — Иркутск. Пилотировали его С. З. Отаян (КВС) и М. В. Строков (второй пилот). Также на борту находились два служебных пассажира.
На подходе к Иркутскому аэропорту экипаж связался с диспетчером подхода. В данном радиообмене экипаж не сказал, что получал информацию от системы АТИС, а диспетчер этого не заметил и не потребовал от пилотов прослушать её и доложить об этом. Далее при выполнении захода на посадку в сложных метеоусловиях при прохождении ДПРМ экипаж перешёл на связь с диспетчером круга. Тот также не стал спрашивать пилотов, прослушивали ли они АТИС. На эшелоне перехода пилоты не стали выставлять на барометрических высотомерах давление аэродрома и не доложили об этом диспетчеру. Наиболее вероятной причиной этого стало утомление пилотов, которые работали уже более 15 часов. Между тем, высотомеры самолёта показывали высоту относительно уровня моря, а не уровня аэродрома, который находится относительно уровня моря на высоте 514 метров. В результате показания высотомеров теперь были завышены на полкилометра.
Диспетчер круга давал указания сперва снижаться до 900 метров, затем выполнить третий разворот, а после снижаться до высоты 700 метров. Когда экипаж занял высоту 700 метров (по показаниям приборов) и взял курс к четвёртому развороту, он доложил об этом диспетчеру. Через пару секунд в 22 километрах от аэропорта авиалайнер оказался над холмом высотой 190 метров над уровнем аэродрома и зацепил верхушки деревьев. Осознав катастрофичность ситуации, пилоты перевели двигатели на взлётный режим и начали было набор высоты, но всего через 114 метров от точки первого столкновения с деревьями L-410 врезался кабиной в толстое дерево (толщина ствола 35 сантиметров). Потеряв скорость, самолёт понёсся вниз через деревья и упал в 312 метрах от места первого столкновения о верхушки леса и в 198 метрах от рокового дерева. Все 4 человека на борту погибли.

## Причины
По заключению комиссии, причиной катастрофы стала ошибка экипажа, который не установил на высотомерах давление аэродрома, в результате оказавшись в опасной близости от земли. Точную причину, почему это произошло, установить не удалось, но, наиболее вероятно, ей стала высокая усталость пилотов, которые на момент катастрофы работали 15 часов 26 минут, а сам полёт на заключительном этапе проходил уже ночью. Сопутствующей причиной стало то, что диспетчер круга нарушал установленную фразеологию при радиообмене. Кроме того, он не принял от экипажа сообщения о приёме информации АТИС, не заставил их прослушать её и доложить об этом, а также не обратил внимания, что пилоты не доложили о выставлении высотомеров на эшелоне перехода.
Система АТИС на то время ещё только внедрялась и не все экипажи успели её освоить.